# Джординн Грейс
Патрисия Форрест Паркер (англ. Patricia Forrest Parker, род. 5 марта 1996, Остин, Техас, США) — американский рестлер и пауэрлифтер, в настоящее время выступающая в WWE под именем Джорди́нн Грейс (англ. Jordynne Grace). 
Известная выступлениями в Total Nonstop Action Wrestling (ранее — Impact Wrestling), является бывшей чемпионкой цифровых медиа TNA, трёхкратной чемпионкой TNA среди нокаутов и командной чемпионкой TNA среди нокаутов. Став первой в истории чемпионкой цифровых медиа, Грейс была признана TNA Wrestling первой обладательницей Тройной короны среди нокаутов.
Она также известна своими выступлениями в Beyond Wrestling, Progress Wrestling, Pro-Wrestling: EVE, и Shine Wrestling. Как пауэрлифтер, она является обладательницей рекордов World Natural Powerlifting Federation (WNPF) штата Джорджия и национальных рекордов в приседании — 320 фунтов (150 кг), жиме лежа — 210 фунтов (95 кг) и становой тяге — 355 фунтов (161 кг) в весовой категории до 75 кг.

## Карьера в рестлинге
19 июня 2022 года на Slammiversary в честь 20-летия Impact Wrestling выиграла первый женский матч «Царь горы», выиграв чемпионство мира Impact среди нокаутов, став двукратной обладательницей титула. На специальном шоу Emergence 12 августа 2022 года Грейс одолела Мию Йим, защитив чемпионство мира Impact среди нокаутов. 23 сентября на Victory Road она победила Макс Импалер (соперника, выбранного Машей Слэмович) в матче «Выбери свой яд». На шоу Bound for Glory Грейс победила Слэмович и сохранила свой титул, тем самым прервав непобедимую серию Слэмович в Impact Wrestling. В эпизоде Impact! от 10 ноября Грейс провела ещё одну успешную защиту титула против Жизель Шоу, но после этого подверглась нападению Слэмович. Восемь дней спустя, на шоу Over Drive, Грейс победила Слэмович в матче «Последний живой» и сохранила свой титул.

### WWE (с 2024)
27 января 2024 года Грейс стала неожиданной участницей женского матча «Королевская битва» на Royal Rumble и сразилась со своей бывшей соперницей по TNA Наоми (известной в TNA как Тринити), которая в этом матче вернулась в WWE. Грейс была выкинута Бьянкой Белэр. Грейс — вторая рестлерша TNA и чемпионка мира TNA среди нокаутов, которая участвовала в матче «Королевская битва» после Микки Джеймс в событии 2022 года.
27 января 2025 года стало известно, что Грейс подписала контракт с WWE.

## Личная жизнь
21 декабря 2018 года Паркер объявила о помолвке с коллегой по рестлеру Джонатаном Грешемом. Пара поженилась в сентябре 2020 года.

## Титулы и достижения
- Battle Club Pro
  - Чемпион CONS BCP (1 раз)[9]
- Black Label Pro
  - Чемпион BLP в тяжёлом весе (1 раз)[10]
- Impact Wrestling / Total Nonstop Action Wrestling
  - Чемпион цифровых медиа Impact (1 раз)[11]
  - Чемпион Impact / TNA среди нокаутов (3 раза)[12]
  - Комнадный чемпион Impact среди нокаутов (1 раз) — с Рэйчел Эллеринг[13]
  - Турнир за титул чемпиона цифровых медиа Impact (2021)
  - Первая обладательница Тройной короны среди нокаутов[14]
  - «Царица горы» (2022)
  - Награды по итогам года IMPACT (1 раз)
    - Команда нокаутов года (2021) — с Рэйчел Эллеринг[15]
- Lancaster Championship Wrestling
  - Чемпион среди лисиц LCW (1 раз)[16]
- NOVA Pro Wrestling
  - Женский Кубок Содружества (2018)[17]
- Progress Wrestling
  - Чемпион мира Progress среди женщин (1 раз)[18]
  - Турнир откровения божественной любви (2019)
- Pro Wrestling Illustrated
  - № 12 в топ 100 женщин-рестлеров в рейтинге PWI Women’s 100 в 2020[19]
- Pro Wrestling Magic
  - Чемпион PWM среди женщин (1 раз)[20]
- Sports Illustrated
  - № 9 среди 10 лучших женщин-рестлеров в 2019[21]
- Universal Independent Wrestling
  - Командная чемпион LOUIS среди леди (1 раз) — с Ниной Моне
- Women Superstars Uncensored
  - Духовный чемпион WSU (1 раз)[22]
- Women’s Wrestling Revolution
  - Турнир завтрашнего дня (2017)[23]
- World Series Wrestling
  - Чемпион WSW среди женщин (1 раз)[24]
- Zelo Pro Wrestling
  - Чемпион Zelo Pro среди женщин (1 раз)[25]